# Couteau de lancer

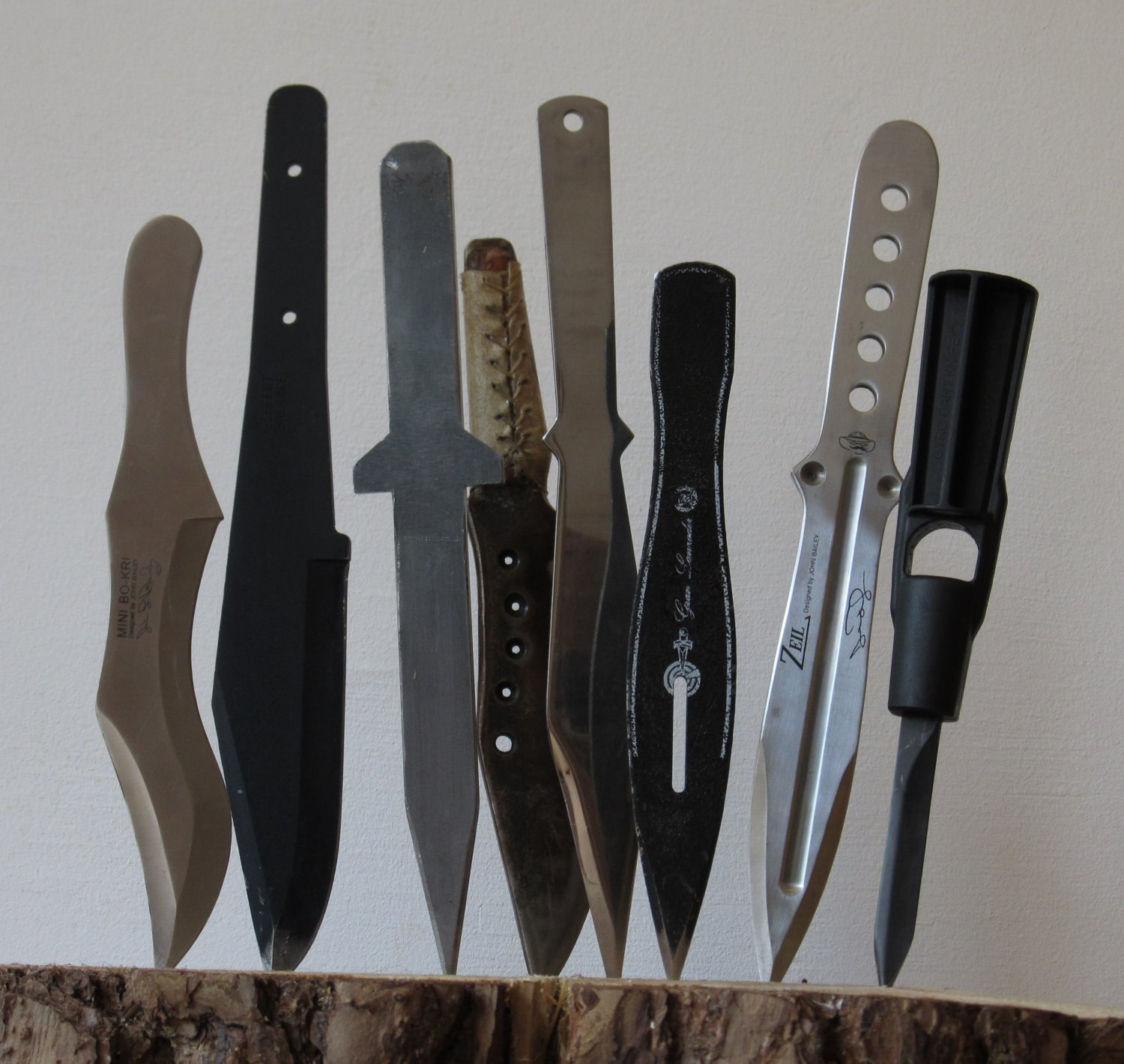
Assortiment de couteaux de lancer.

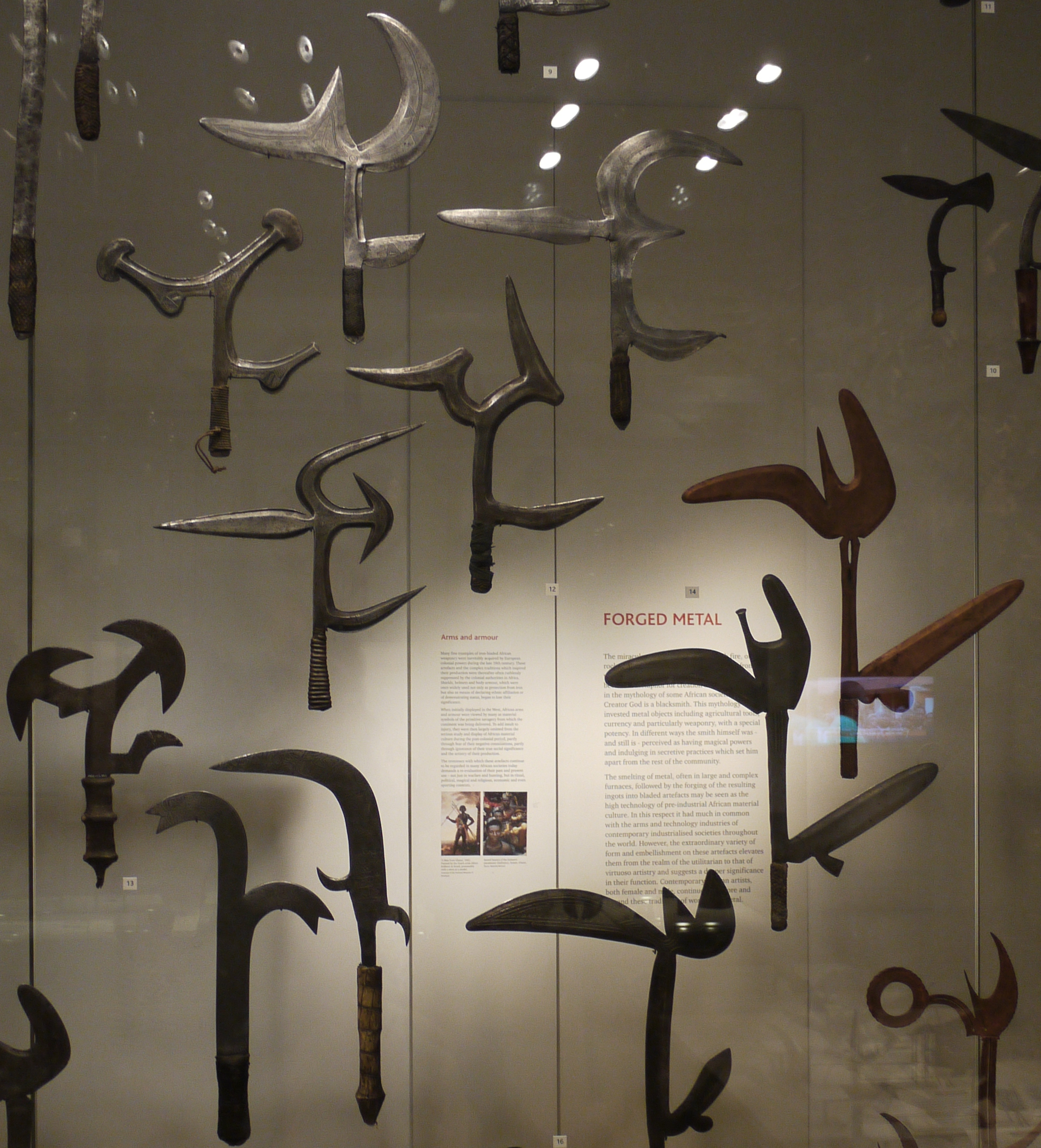
Couteaux de jet africains du British Museum

Un couteau de lancer est un couteau de combat destiné au lancer de couteaux. Il est généralement symétrique afin de permettre qu'il ne tombe pas durant sa trajectoire vers sa cible. En Afrique centrale on trouve de nombreuses formes de couteaux de lancer ou de jet dont l'onzil ou le trombash qui dérivent probablement tous de la faucille.